# Indrechtach mac Lethlobair
Indrechtach mac Lethlobair (zm. 741 r.) – król ludu Cruithni oraz Dál nAraidi od 735 r. do swej śmierci, syn Lethlobara I mac Echach (zm. 709 r.), króla Dál nAraidi.
Indrechtach należał do głównej panującej dynastii Dál nAraidi, znanego jako Uí Chóelbad w Mag Line, na wschód od miasta Antrim w obecnym hrabstwie Antrim. Jest niepewna data objęcia przez niego tronu Dál nAraidi. Śmierć Dub dá Inbera mac Congalaig, jako króla Cruithni, jest zarejestrowana pod 727 r. W Księdze z Leinsteru Indrechtach (Inrectach) jest umieszczony przed Cathussachem mac Ailella (zm. 749 r.). Prawdopodobnie tenże Cathussach zrzekł się tronu Dál nAraidi na rzecz Indrechtacha w 735 r. 
Źródła podają pod rokiem 741 bitwę pod Druimm Cathmaíl między Cruithni a Dál Riatai przeciw Indrechtachowi. Nie podają wyniku tejże bitwy. Indrechtach prawdopodobnie wkrótce zmarł w wyniku odniesionych ran. Jego następcą został Flaithróe mac Fiachrach, zapewne syn Fiachry II Cossalacha. Indrechtach pozostawił po sobie syna Tommaltacha mac Indrechtaig (zm. 790 r.), przyszłego króla Dál nAraidi oraz całego Ulaidu.